# Užice
 Ovo je glavno značenje pojma Užice. Za druga značenja pogledajte Užice (razdvojba).
Užice (od 1946. do 1992. godine Titovo Užice) grad je u Srbiji i sjedište istoimene općine. Leži na obalama rijeke Đetinje i željezničke pruge Beograd-Bar. Očuvane su srednjovjekovne ruševine tada već vrlo važnog grada. Užice je bilo sjedište partizanske vojske u jesen 1941. godine. 1946. godine ime je promijenjeno u Titovo Užice u čast Josipa Broza Tita, a staro ime je vraćeno 1992. godine. Muzej ustanka nalazi se u zgradi koja je služila kao glavni stožer Titovih partizana. Užice je centar metalne i industrije strojeva i uzgajanje voća. Također je i glavni grad Zlatiborskog okruga, jedne od administracijskih cjelina Srbije. 1991. godine, Užice je imalo 53667 stanovnika.

## Naseljena mjesta
Bioska, Bjelotići, Buar, Vitasi, Volujac, Vrutci, Gorjani, Gostinica, Gubin Do, Dobrodo, Drežnik, Drijetanj, Duboko, Zbojštica, Zlakusa, Kamenica, Karan, Kačer, Keserovina, Kotroman, Krvavci, Kremna, Kršanje, Lelići, Ljubanje, Mokra Gora, Nikojevići, Panjak, Pear, Ponikovica, Potočanje, Potpeće, Ravni, Raduša, Ribaševina, Sevojno, Skržuti, Stapari, Strmac, Trnava i Užice.

## Vanjske poveznice
- Sve o Užicu
- Vodič kroz Užice
- Užički mrežni pretraživač
- Internet prezentacija Zlatiborskog okruga  Arhivirana inačica izvorne stranice od 25. listopada 2005. (Wayback Machine)
- Galerija slika Užica i okoliša  Arhivirana inačica izvorne stranice od 23. kolovoza 2006. (Wayback Machine) (na engleskom)